# Manhunter (film)
Manhunter (1986) este un thriller american bazat pe romanul Red Dragon de Thomas Harris. Filmul este scris și regizat de Michael Mann. În rolurile principale joacă actorii William Petersen ca Will Graham și Brian Cox ca Hannibal Lecter.
Atunci când i se cere să investigheze un criminal cunoscut sub numele de "The Tooth Fairy" (Zâna Măseluță), agentul FBI Will Graham renunță la pensionare pentru a-și folosi abilitățile la acest caz. În acest sens el trebuie să se confrunte cu o fantomă din trecutul său și să se întâlnească cu un criminal aflat în închisoare, Graham fiind în trecut la un pas de a deveni una din victimele sale. Dennis Farina este Jack Crawford, șeful lui Graham de la FBI; iar criminalul în serie Francis Dollarhyde-"Tooth Fairy" este interpretat de Tom Noonan.